# Eurydice pulchra
Eurydice pulchra là một loài chân đều trong họ Cirolanidae. Loài này được Leach miêu tả khoa học năm 1815.